# (100296) 1995 FB
(100296) 1995 FB es un asteroide  perteneciente al cinturón de asteroides, descubierto el 21 de marzo de 1995 por el equipo del Observatorio Astronómico de Santa Lucia di Stroncone desde el Observatorio Astronómico de Santa Lucia di Stroncone, Stroncone, Italia.

## Designación y nombre
Designado provisionalmente como 1995 FB.

## Características orbitales
1995 FB está situado a una distancia media del Sol de 2,639 ua, pudiendo alejarse hasta 2,935 ua y acercarse hasta 2,343 ua. Su excentricidad es 0,112 y la inclinación orbital 14,15 grados. Emplea 1566 días en completar una órbita alrededor del Sol.

## Características físicas
La magnitud absoluta de 1995 FB es 15,3.